# Regionaler Naturpark Gantrisch
Der Regionale Naturpark Gantrisch ist einer von 17 Parks von nationaler Bedeutung der Schweiz. Von seinen 19 Parkgemeinden liegen 18 im Kanton Bern und eine im Kanton Freiburg. Der Naturpark Gantrisch deckt eine Fläche von 414 km² auf einer Höhe zwischen 510 m (Flughafen Bern-Belp) und 2239 m (Schafberg) ab und schliesst die Tourismusregion Schwarzsee mit ein.

## Lage und Geografie
Der Naturpark Gantrisch liegt zwischen den drei Schweizer Städten Bern, Thun und Freiburg und wird von Gürbe, Schwarzwasser und Sense durchflossen. Das Parkgebiet schliesst den Längenberg, eine Seitenmoräne des Aaregletschers, mit ein, sowie den Belpberg, welcher auch teilweise aus Moränenmaterial des Aaregletschers besteht. Im Süden wird der Naturpark Gantrisch durch die Gantrischkette begrenzt, welche namensgebend für den Naturpark ist und das Quellgebiet der Gürbe enthält. Im Südwesten des Naturparks befindet sich der Schwarzsee und die Urlandschaft Brecca.
19 Gemeinden bilden den Naturpark Gantrisch (Stand 2021): Belp, Burgistein, Forst-Längenbühl, Gerzensee, Guggisberg, Gurzelen, Kaufdorf, Kirchdorf, Niedermuhlern, Oberbalm, Plaffeien, Riggisberg, Rüeggisberg, Rüschegg, Schwarzenburg, Thurnen, Toffen, Wald, Wattenwil.

### Landschaften von nationaler Bedeutung
Gemäss Artikel 5 des Bundesgesetzes über den Natur- und Heimatschutz führt die Schweiz ein Bundesinventar der Landschaften und Naturdenkmäler von nationaler Bedeutung. Zwei dieser Gebiete liegen im Naturpark Gantrisch:
- Nr. 1320, Bezeichnung: Schwarzenburgerland mit Sense- und Schwarzwasser-Schluchten
- Nr. 1514, Bezeichnung: Breccaschlund

## Sehenswürdigkeiten

### Aussichtspunkte
- Guggershörnli
- Denkmal zu Ehren Rudolf von Tavels

### Museen
- Abegg-Stiftung
- Vreneli-Museum
- Regionalmuseum Gantrisch[4]

### Historische Gebäude und Anlagen
- Schloss Schwarzenburg
- Grasburg
- Kloster Rüeggisberg
- Burg Gerzensee
- Altes Schloss Gerzensee
- Neues Schloss Gerzensee

### Gewässer
- Gerzensee
- Dittligsee
- Schwarzsee

### Berggipfel
- Gantrisch
- Kaiseregg